# 425 Market Street
425 Market Street – wieżowiec w San Francisco w Stanach Zjednoczonych. Znajduje się na skrzyżowaniu ulic Market i Fremont. Jest to 15. co do wysokości budynek w tym mieście. Ma 160 metrów wysokości i 38 pięter. Jest wykorzystywany jako biurowiec. Jego budowa zakończyła się w roku 1973. Został zaprojektowany przez znaną firmę Skidmore, Owings & Merrill.